# Jamie Corsi
Pour les articles homonymes, voir Corsi.
Pas d'image ? Cliquez ici

a Compétitions nationales et continentales officielles uniquement.

b Matchs officiels uniquement.
Dernière mise à jour le 14 janvier 2025.
Jamie Corsi, né le 30 décembre 1987 à Cardiff (Pays de Galles), est un joueur de rugby à XV gallois. Il joue au poste de pilier (1,91 m et 113 kg). 

## Biographie
Jamie Corsi connaît des sélections chez les jeunes en moins de 16, 18, 19 et 21 ans. Il est sélectionné dans le groupe de l'équipe du pays de Galles pour la tournée de juin 2007 en Australie, en préparation de la Coupe du monde, mais doit finalement déclarer forfait sur blessure,.